# Estonia en los Juegos Paralímpicos de Atenas 2004
Estonia estuvo representada en los Juegos Paralímpicos de Atenas 2004 por seis deportistas, cuatro hombres y dos mujeres.

## Medallistas
El equipo paralímpico estonio obtuvo las siguientes medallas:
| Nombre        | Deporte  | Evento                  |
| ------------- | -------- | ----------------------- |
| Oro           |          |                         |
| —             |          |                         |
| Plata         |          |                         |
| Marge Kõrkjas | Natación | 50 m libre S12 femenino |
| Bronce        |          |                         |
| —             |          |                         |